# 쓰보야키

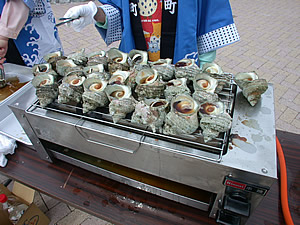

쓰보야키(일본어: 壺焼き)는 소라를 썰어서 양념한 다음 소라 껍데기에 넣어 구운 요리이다.